# Svätý Anton
Svätý Anton (in tedesco: In der Aue; in ungherese: Szent-Antal) è un comune della Slovacchia facente parte del distretto di Banská Štiavnica, nella regione di Banská Bystrica.